# 下田龍栄門
下田 龍栄門（しもだ りゅうえもん、1893年（明治26年）11月15日 - 1985年（昭和60年）11月8日）は、大日本帝国陸軍軍人。最終階級は陸軍少将。

## 経歴
1893年（明治26年）に三重県で生まれた。陸軍士官学校第26期卒業。1939年（昭和14年）3月9日に飛行第45戦隊長（第3飛行団）に就任し、日中戦争に出動。同年8月1日に陸軍航空兵大佐に進級。1940年（昭和15年）8月に陸軍航空士官学校生徒隊長に転じ、1942年（昭和17年）6月に岐阜陸軍飛行学校長を経て、1943年（昭和18年）1月には第20飛行団長（第1航空軍・第1飛行師団）に就任した。
1944年（昭和19年）3月1日に陸軍少将に進級し、12月1日に大刀洗陸軍飛行学校長に就任した。1945年（昭和20年）2月20日に宇都宮陸軍航空廠長に転じ、宇都宮で終戦を迎えた。
1947年（昭和22年）11月28日、公職追放仮指定を受けた。